# Хайманн, Никлас
Никлас Хайманн (нем. Niclas Heimann; род. 12 марта 1991, Энгельскирхен, Северный Рейн-Вестфалия) — немецкий футболист, вратарь клуба «Фрайбург». Играл за молодёжные сборные Германии.

## Карьера
Никлас родился в Энгельскирхене и занимался в различных молодёжных командах, прежде чем попал в команду юношей «Байера 04» из Леверкузена. В 2007 году Хайманн перешёл в академию лондонского «Челси», где играл три года. В 2010 году он перебрался в Австрию, в зальцбургский клуб «Ред Булл», но сыграл только за резервную команду.